# Хуан Вісенте Лескано
Хуан Вісенте Лескано (ісп. Juan Vicente Lezcano, 5 квітня 1937, Асунсьйон — 6 лютого 2012, Асунсьйон) — парагвайський футболіст, що грав на позиції захисника, зокрема за «Олімпію» (Асунсьйон), уругвайський «Пеньяроль», а також національну збірну Парагваю.
П'ятиразовий чемпіон Парагваю. Шестиразовий чемпіон Уругваю. Дворазовий володар Кубка Лібертадорес. Дворазовий володар Міжконтинентального кубка. 

## Клубна кар'єра
У дорослому футболі дебютував 1954 року виступами за команду «Олімпія» (Асунсьйон), в якій провів сім сезонів. Був частиною команди, яка протягом 1956—1960 років під керівництвом Ауреліо Гонсалеса п'ять разів поспіль ставала переможцем парагвайської футбольної першості. 1960 року команда сягнула фіналу першого розіграшу Кубка Лібертадорес, в якому поступилася уругвайському «Пеньяролю». 
Тренери уругвайської команди звернули увагу на Лескано і з наступного 1961 року він вже захищав кольори «Пеньяроля». Команда домінувала в уругвайському футболі протягом 1960-х років, за вісім років, проведених у команді з Монтевідео Лескано шість разів здобував титул чемпіона Уругваю. Також по два рази ставав у складі «Пеньяроля» володарем Кубка Лібертадорес і Міжконтинентального кубка.
Згодом з 1968 по 1970 рік грав за аргентинський «Колон» та рідну асунсьйонську «Олімпію».
Завершив ігрову кар'єру у команді «Рівер Плейт» (Монтевідео), за яку виступав протягом 1971 року.

## Виступи за збірну
1957 року дебютував в офіційних матчах у складі національної збірної Парагваю. Протягом кар'єри у національній команді, яка тривала 7 років, провів у її формі 27 матчів.
У складі збірної був учасником чемпіонату світу 1958 року у Швеції, де брав участь в усіх трьох іграх групового етапу, який парагвайцям подолати не вдалося.
Помер 6 лютого 2012 року на 75-му році життя у місті Асунсьйон.

## Титули і досягнення
- Чемпіон Парагваю (5):

«Олімпія»: 1956, 1957, 1958, 1959, 1960
- Чемпіон Уругваю (6):

«Пеньяроль»: 1961, 1962, 1964, 1965, 1967, 1968
- Володар Кубка Лібертадорес (2):

«Пеньяроль»: 1961, 1966
- Володар Міжконтинентального кубка (2):

«Пеньяроль»: 1961, 1966
- Бронзовий призер Чемпіонату Південної Америки: 1959 (Аргентина)